# 洛斯塞拉尔沃斯
洛斯塞拉尔沃斯，是西班牙卡斯蒂利亚-拉曼恰托莱多省的一个市镇。总面积40平方公里，总人口465人（2001年），人口密度12人/平方公里。